# Парафія Матері Божої Скорботної у Старій Красношорі
Парафія Матері Божої Скорботної у селі Стара Красношора (пол. Stara Huta) — польська релігійна громада Львівської Архідієцезії Католицької Церкви латинського обряду, Чернівецького деканату в Україні. Парафія заснована у 1812 році. Ймовірно на той час існував дерев'яний храм. У 1836 побудовано мурований костел, який освятили 1837 році. За радянських часів святиня була відкрита. В 1990 році був зроблений зовнішній ремонт. Парафія налічує приблизно 500 вірних, в більшості людей з польським корінням.
До парафії належать костьоли в селі Череш та смт Красноїльськ.
Вище згадані костели обслуговують дієцезіяльні священики.